# Zürich Zoo
Zürich Zoo är en djurpark i staden Zürich i Schweiz. Djurparken grundades 1929. I djurparken hålls över 2200 djur av 300 arter. 

## Historia
Parkens historia började 1902 med två lejon, skänkta av dåvarande utrikesministern i Abessinien, den schweiziske ingenjören Alfred Ilg. Men eftersom man inte kunde finansiera en lämplig bur för lejonen, hamnade de hos bildhuggaren Urs Eggenschwyler i Zürich, och senare hamnade lejonen i Basel Zoo där de levde till sin död.
1925 bildade djurvänner Tiergarten-Gesellschaft Zürich vars mål var att grunda en djurpark. Föreningens 300 medlemmar lyckades få ta över en allmänning belägen på det 600 meter höga Zürichberg, där tidigare en välbesökt restaurang lät besökarna njuta av utsikten över staden och omgivningen, där kor och getter betade. Den 28 oktober 1928 togs det första spadtaget, och den nybildade Genossenschaft Zoologischer Garten började arbetet med att införskaffa djur, och redan nästa år öppnades grindarna för allmänheten. Den första veckan besöktes djurparken av 20 835 besökare, en siffra som bara två gånger senare överträffats. 
Mul- och klövsjuka och andra världskriget drabbade djurparken hårt, liksom den negativa reklamen när en panter och en leopard rymde ut ur djurparken. Ekonomin stabiliserades efter krigsslutet, och djurparken utvecklades till en av Europas bäst skötta.

## Avelsarbete och djuranläggningar

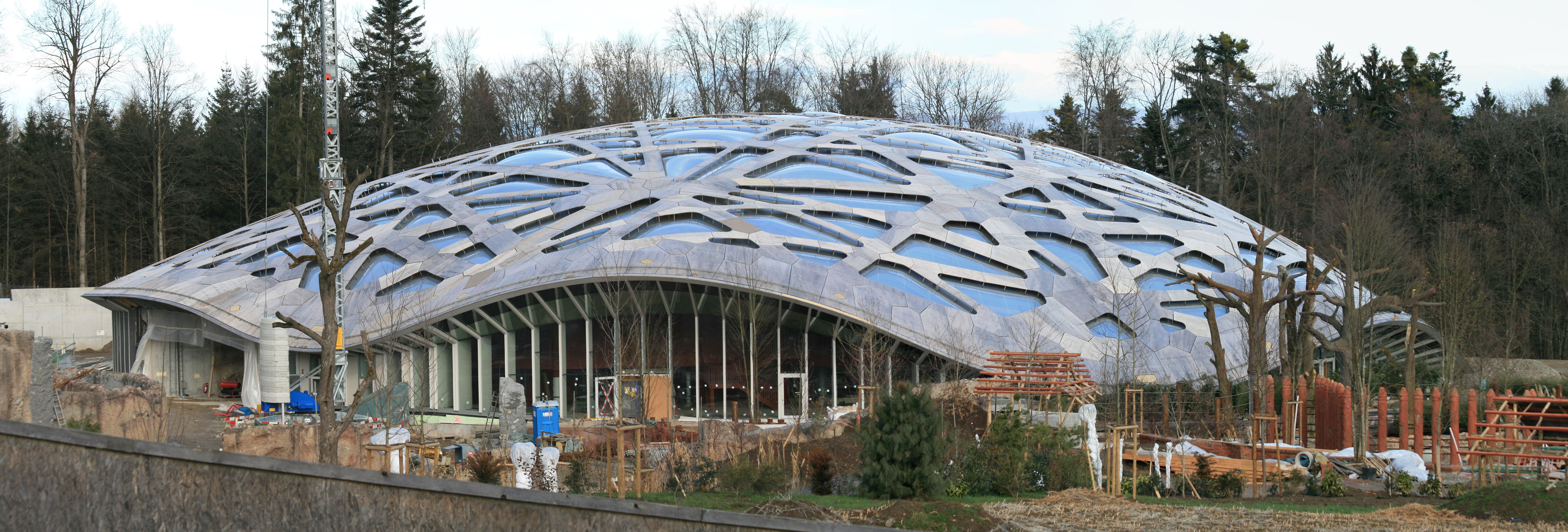
Det nya elefanthuset

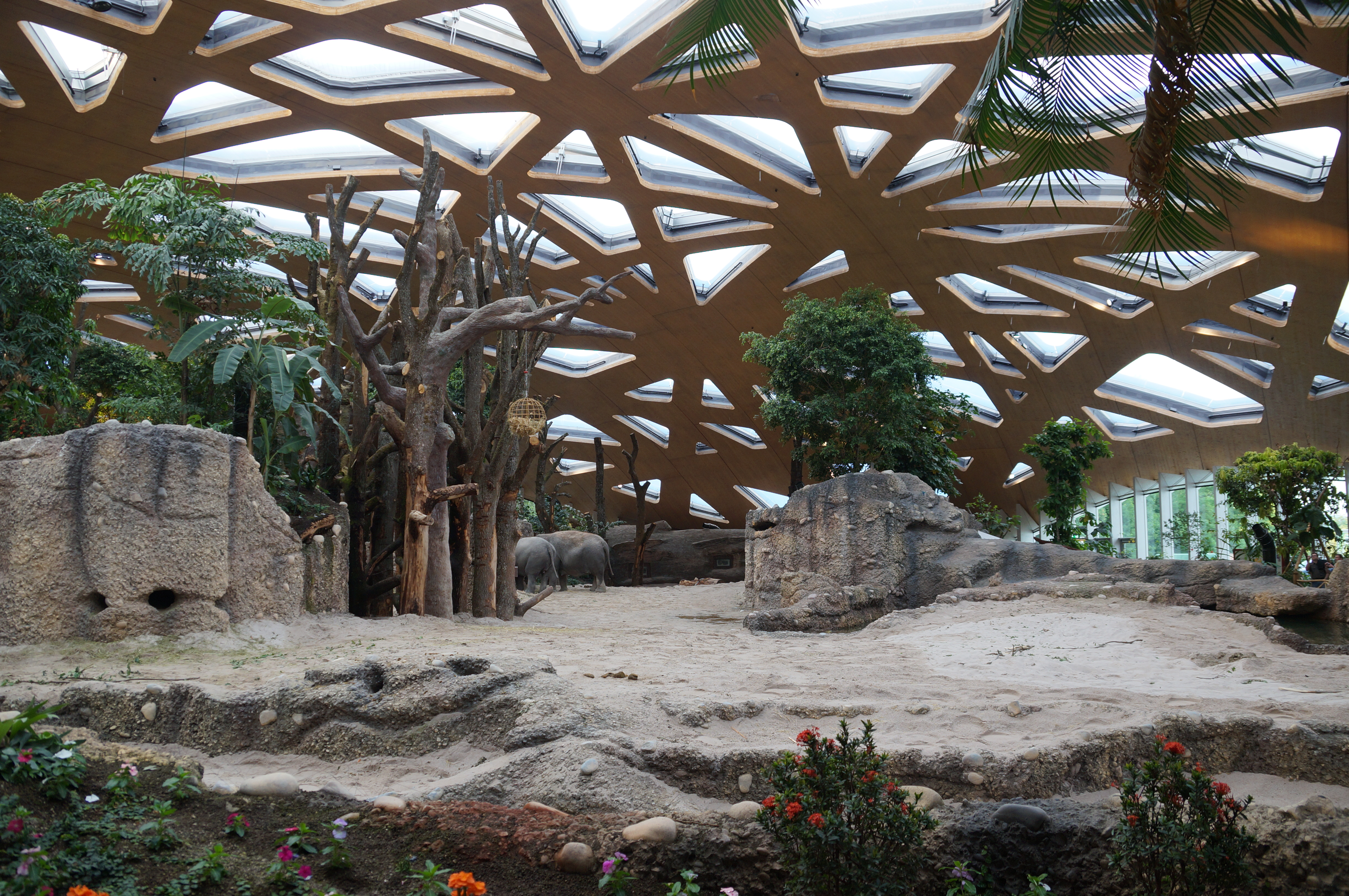
Insidan av det nya elefanthuset

Djurparken marknadsför idag framför allt sin avel av hotade djurarter, och deltar med 40 arter i EEP-programmet. Zürich Zoo är den enda europeiska djurparken, som lyckats med avel av galapagossköldpaddor, och parken har i flera fall varit först med avel av känsliga djurarter som vitvingad tofsibis och siamesisk krokodil.
Flera djurarter, vilka man inte tyckt sig kunna visa på ett artriktigt sätt, har man slutat hålla, medan man för flera djur moderniserat och utvidgat andra anläggningar. Så är fallet med det 1971 byggda elefanthuset, som ersatts med en ny anläggning, kallad Det nya elefanthuset, Kaeng Krachan Elefantenpark, vilken invigdes 2014.